# Samotny wilk i szczenię
Samotny wilk i szczenię (jap. 子連れ狼 Kozure ōkami; dosł. „Wilk wędrujący z dzieckiem”) – manga stworzona przez scenarzystę Kazuo Koike i rysownika Goseki Kojimę. Ukazywała na łamach magazynu „Shūkan Manga Action” od września 1970 do kwietnia 1976. Jej rozdziały zostały zebrane w 28 tomach. W Polsce w latach 2006–2008 siedem pierwszych tomów opublikowało wydawnictwo Mandragora; w 2022 wydawnictwo Hanami wznowiło polską edycję od początku w serii składającej się z 20 tomów. 

## Fabuła
Samotny wilk i szczenię opowiada historię Ogamiego Itto, kata sioguna, oskarżonego podstępnie o przestępstwo, którego nie popełnił. Nie poddaje się karze, zostaje płatnym zabójcą i wraz z trzyletnim synkiem Daigoro mści się na fałszywych oskarżycielach. Ojciec i syn znani są odtąd jako Samotny Wilk i Szczenię. "Dziecko do wypożyczenia, miecz do wynajęcia", głosi napis wymalowany na sztandarze niesionym przez wędrownego samuraja.
Fabuła po części oparta jest na faktach historycznych. Główny bohater pochodzi z rodu Ogami, który zniknął z kart historii Japonii około 1655.
- Frank Miller o komiksie:

"Ta opowieść zabierze cię w daleką przeszłość, do obcego, mrocznego i nieprzyjaznego świata. Koike i Kojima po mistrzowsku snują opowieść o człowieku, który wraz z synem kroczy drogą wiodącą na dno piekła".

## Adaptacje
Na podstawie serii powstało m.in. siedem filmów kinowych, cztery sztuki teatralne, serial telewizyjny. 

## Wpływ
Samotny wilk i szczenię stał się inspiracją dla następnego po Koikem i Kojimie pokolenia twórców komiksowych w Japonii, Stanach Zjednoczonych i Europie. Ma status kultowej mangi w Japonii i w USA. Serią bezpośrednio inspirowali się Max Allan Collins i Richard Piers Rayner, tworząc komiks Droga do zatracenia oraz Frank Miller tworząc Ronina.

## Nagrody
Manga zdobyła nagrodę Eisnera w 2001 i nagrodę Harveya w 2001 i 2002.